# Пиетришу (Ђурђу)
Пиетришу (рум. Pietrișu) насеље је у Румунији у округу Ђурђу у општини Гаужани. Oпштина се налази на надморској висини од 26 m.

## Становништво
Према подацима из 2002. године у насељу је живело 1117 становника, од којих су сви румунске националности.